# Forever Bicycle
Forever Bicycle ist ein Installationskunstwerk des chinesischen Künstlers Ai Weiwei.

## Vorgeschichte
Ai Weiwei wählte zwischen 1981 und 1993 New York zu seinem eigenen Exil, konnte zunächst kaum als Künstler tätig sein, da er für seinen Lebensunterhalt zu arbeiten hatte. Dennoch bewegte er sich schon früh in der New Yorker Künstlerszene, in der Ende der 1980er vor allem Neoexpressionismus dominierte. Ihn faszinierten jedoch mehr die Strömungen des Surrealismus, des Dadaismus und der Popart. In seinen frühen New Yorker Werken ist daher Bezug zu gerade diesen Strömungen und deren Vertretern auszumachen.
Mit seinen Werken Violin, Safe Sex, One Shoe und später Forever Bicycle, knüpft Ai Weiwei an die träumerisch- phantasiereichen Gedanken der Surrealisten, die seriellen Arbeiten Andy Warhols, sowie an Marcel Duchamps Ready-mades an.

## Werkbeschreibung
Wieder nach China zurückgekehrt, ließ sich Ai Weiwei 2003 erneut von Marcel Duchamp inspirieren. Anreiz zu seinem Werk Forever Bicycle war das Bicycle Wheel von Marcel Duchamp, das 1913 in New York zum Ready-made ausgerufen wurde.
Ai Weiweis Forever Bicycle ist eine Installation bestehend aus 42 Fahrrädern, 275 cm in der Höhe und 450 cm im Durchmesser, die 2003 in der Tate Modern in London aufgestellt wurde. 42 Fahrräder sind hier in einer kreisartigen Form aufeinander gestellt. In der unteren Reihe ist jedes zweite Fahrrad verkehrt herum auf dem Boden gestellt, während ihr Sattel und das darauffolgende hochkant gestellte Vorderrad ihnen Halt gibt. Die Räder sind somit verbunden. Die Gabel fasst den hinteren Reifen des darauf folgenden hochkant gestellten Rads. Dessen Vorderrad wiederum in den Hinterbau des darauf folgenden umgekehrt aufgestellten Fahrrads befestigt ist. In der zweiten Reihe ist wieder jedes zweite Rad auf dem Kopf stehend und Steuerrohr und Sitzrohr sind mit den hochkant gestellten Rädern der unteren Reihe ineinander gebaut. Auch hier fassen Gabel und Hinterbau die darauf folgenden Reifen. Die hierauf liegende dritte Reihe führt diese Technik fort.  Auffällig ist, dass die Fahrräder der mittleren Reihen keine Sättel vorweisen. Keines der Fahrräder hat Pedalen oder einen Lenker. Ohne Sättel, Pedalen und Lenker gehorchen die Räder ganz der dynamischen Richtung angebenden unteren und oberen Fahrräder.

## Interpretationsansatz
Wie schon in seinem Werk Violin werden wieder wie in Duchamps Denken, die mentalen Funktionen und Assoziationen der Gebrauchsgegenstände gekappt und in einen neuen Kontext gebracht. Dieser nicht endende Kreislauf der Forever Bycicles wird durch die Wahl des Namens des Markenfahrrades Forever unterstützt. Die Verwendung der Prestigemarke Forever lässt auch einen Bezug zu Andy Warhols kommerzieller Kunst vermuten, welcher vor allem die Wiederholung und Reproduktion von Markennamen zu seiner Tätigkeit machte. Dies macht sich Ai Weiwei zu eigen und ironisiert zudem das Fahrrad als westlich anerkanntes Klischee und Symbol der Massenproduktion der chinesischen Gesellschaft. Er legt damit auch seine Wahrnehmung und ein kritisches Statement zum rapiden Wachstum der chinesischen Wirtschaft ab, deren  Massenproduktion vom Staat kontrolliert wird.
Ein architektonischer Einfluss ist in Weiweis Werk Forever Bicyclesebenfalls zu verordnen. Die architektonischen und statischen Formen der Fahrräder ändern sich mit Blickrichtung des Betrachters. Das Umgehen der Installation eröffnet dem Betrachter eine vorher noch nicht wahrgenommene Perspektive die einen neuwertigen Raum schafft. Diese Erfahrungen sind durch  Ai Weiweis Tätigkeiten im Architekturbereich möglich geworden, die er Ende der neunziger Jahre zu sammeln begann.